# Цисе (Воломінський повіт)
Цисе (пол. Cisie) — село в Польщі, у гміні Домбрувка Воломінського повіту Мазовецького воєводства.
Населення — 90 осіб (2011).
У 1975-1998 роках село належало до Остроленцького воєводства.

## Демографія
Демографічна структура станом на 31 березня 2011 року:
|          | Загалом | Допрацездатний вік | Працездатний вік | Постпрацездатний вік |
| -------- | ------- | ------------------ | ---------------- | -------------------- |
| Чоловіки | 45      | 15                 | 25               | 5                    |
| Жінки    | 45      | 14                 | 23               | 8                    |
| Разом    | 90      | 29                 | 48               | 13                   |